# Terence Sanders
Terence Robert Beaumont Sanders (* 2. Juni 1901 in Charleville, County Cork; † 6. April 1985 in Dorking, Surrey) war ein britischer Ruderer. 
Terence Sanders hatte schon in Eton mit Charles Eley, James MacNabb und Robert Morrison zusammen gerudert. Der Vierer ohne Steuermann blieb auch zusammen, als die vier ans Trinity College nach Cambridge wechselten. Die vier Ruderer gewannen von 1922 bis 1924 dreimal bei der Henley Royal Regatta und blieben in diesen drei Jahren unbesiegt. Morrison und Sanders ruderten außerdem 1923 im Boat Race für Cambridge, unterlagen aber dem Boot aus Oxford. Der Vierer ohne Steuermann aus Cambridge gehörte zu den vier Booten, die bei den Olympischen Spielen 1924 in Paris in dieser Bootsklasse am Start waren, alle vier Boote erreichten das Finale. Die vier Briten siegten mit vier Sekunden Vorsprung vor den Kanadiern und den Schweizern. Als Mitglied des Leander Club gewann Sanders 1929 mit dem Achter in Henley. 
Nach seinem Abschluss blieb er als Dozent für Ingenieurwesen an der Universität. Von 1928 bis 1939 war Sanders ehrenamtlicher Schatzmeister des Ruderclubs der Universität Cambridge. 1929 veröffentlichte er ein Buch zum hundertjährigen Jubiläum des Boat Race. 1941 wechselte er ins Ministry of Supply, nach Kriegsende wurde er Direktor für technische Entwicklung. 1950 wurde er mit dem Orden CBE ausgezeichnet, er verließ die Armee im Range eines Obersts. Später war er Vorstand bei der Buckland Sand & Silica Co.; ab 1967 übernahm er repräsentative Ämter in der Grafschaft Surrey.